# McLaren MP4-21
El McLaren MP4-21 fue un monoplaza de Fórmula 1 diseñado por Adrian Newey para las temporadas 2006 y 2007. El coche continúa con el sistema de nomenclatura MP4-X y se destaca por su llamativa librea cromada diseñada para maximizar la visibilidad del nuevo patrocinador principal del equipo, Emirates. El diseño distintivo de agujas de nariz fue utilizado anteriormente en el MP4-19 en 2004. El MP4-21 fue el primer coche de McLaren a ser impulsado por los motores puramente Mercedes-Benz después de 10 años de asociación con Ilmor.

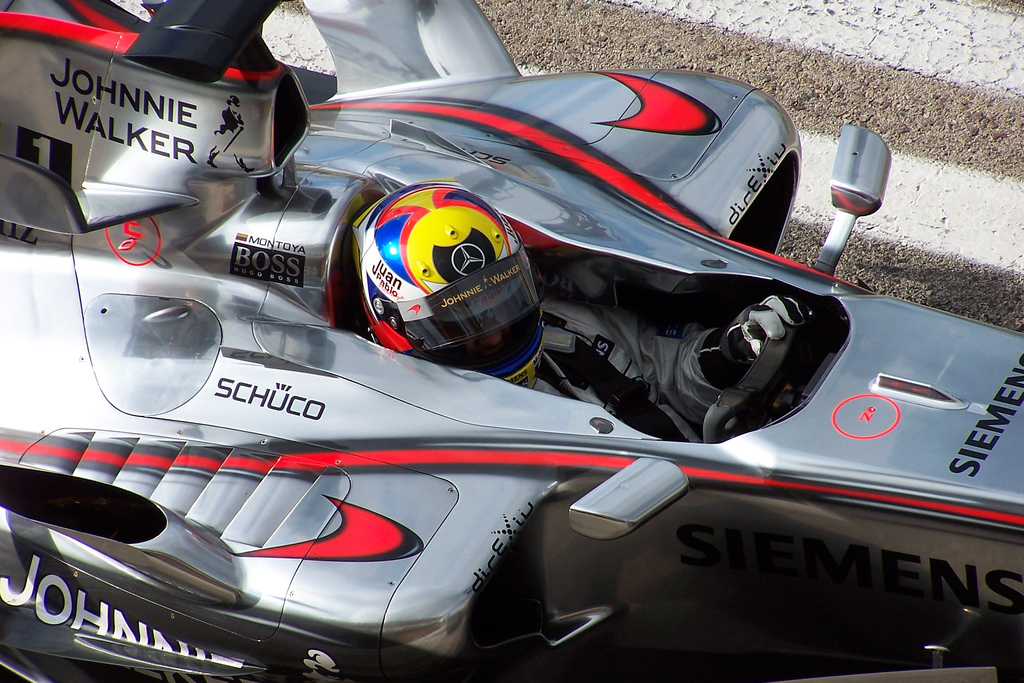
Montoya conduciendo el MP4-21 en pretemporada.

El coche comenzó la temporada en las manos de Kimi Räikkönen y Juan Pablo Montoya, pero después de algunas carreras pronto se hizo evidente que no era tan competitivo como su predecesor, el MP4-20, a pesar de una aparente mejora en la fiabilidad. McLaren no ganó una carrera toda la temporada, por primera vez desde 1996. Sus mejores resultados fueron el segundo lugar para el finlandés en Australia e Italia, para el colombiano en Mónaco y para Pedro de la Rosa en Hungría.

## Resultados

### Fórmula 1
(Clave) (negrita indica pole position) (cursiva indica vuelta rápida)

| Año     | Motor              | Neu. | N.º | Pilotos            | 1   | 2   | 3   | 4   | 5   | 6   | 7   | 8   | 9   | 10  | 11  | 12  | 13  | 14  | 15  | 16  | 17  | 18  | Puntos | Pos. |
| ------- | ------------------ | ---- | --- | ------------------ | --- | --- | --- | --- | --- | --- | --- | --- | --- | --- | --- | --- | --- | --- | --- | --- | --- | --- | ------ | ---- |
| 2006    | Mercedes FO108S V8 | M    |     |                    | BHR | MYS | AUS | SMR | EUR | ESP | MON | GBR | CAN | USA | FRA | GER | HUN | TUR | ITA | CHN | JPN | BRA | 110    | 3.º  |
| 2006    | Mercedes FO108S V8 | M    | 3   | Kimi Räikkönen     | 3   | Ret | 2   | 5   | 4   | 5   | Ret | 3   | 3   | Ret | 5   | 3   | Ret | Ret | 2   | Ret | 5   | 5   | 110    | 3.º  |
| 2006    | Mercedes FO108S V8 | M    | 4   | Juan Pablo Montoya | 5   | 4   | Ret | 3   | Ret | Ret | 2   | 6   | Ret | Ret |     |     |     |     |     |     |     |     | 110    | 3.º  |
| 2006    | Mercedes FO108S V8 | M    | 4   | Pedro de la Rosa   |     |     |     |     |     |     |     |     |     |     | 7   | Ret | 2   | 5   | Ret | 5   | 11  | 8   | 110    | 3.º  |
| Fuente: |                    |      |     |                    |     |     |     |     |     |     |     |     |     |     |     |     |     |     |     |     |     |     |        |      |